# Biblioteca Nacional de Ruanda
A Biblioteca Nacional de Ruanda (em quiniaruanda: Inkoranyabitabo) foi fundada em 1989 pela ordem presidencial no 132/06 de 10 de março de 1989 como orientação no Ministério do Ensino Superior e Pesquisa. Está localizado na cidade de Quigali. Possui coleções impressas e digitais.  A Autoridade de Serviços de Arquivos e Bibliotecas de Ruanda foi criada pela Lei n.º 12/2014, de 09/05/2014. 